# Diocèse de Wrexham
Pour les articles homonymes, voir Wrexham (homonymie).
Le diocèse de Wrexham est un diocèse suffragant de l'archidiocèse de Cardiff en Angleterre, constitué le 12 février 1987 à partir du diocèse de Menevia.

## Territoire
Le diocèse comprend les aires galloises d'Anglesey, Caernarfonshire, Denbighshire, Flintshire, Merionethshire et Montgomeryshire (les boroughs de comté de Conwy, Anglesey, Denbighshire et Flintshire, Gwynedd, Wrexham et l'ancien comté de Montgomeryshire).
L’église principale du diocèse est la cathédrale Notre-Dame-des-Douleurs de Wrexham.
On trouve aussi sur le territoire du diocèse le sanctuaire Sainte-Winefride de Holywell, auquel la Conférence des évêques catholiques d’Angleterre et du pays de Galles donne depuis novembre 2023 le statut de sanctuaire national.
Le territoire est divisé en 28 paroisses et couvre 9 125 km². 

## Histoire
Le diocèse a été érigé le 12 février 1987 à partir de celui de Menevia, selon la bulle Esse regnum du pape Jean-Paul II. Avant 1916, ce territoire faisait partie du diocèse de Shrewsbury. Depuis 2012, l'évêque est Peter Brignall, troisième évêque de Wrexham. 